# West Is West (film 1920)
West Is West è un film muto del 1920 diretto da Val Paul. Presentato da Carl Laemmle e prodotto dall'Universal Film Manufacturing Company, aveva come interpreti Harry Carey, Charles Le Moyne.

## Trama

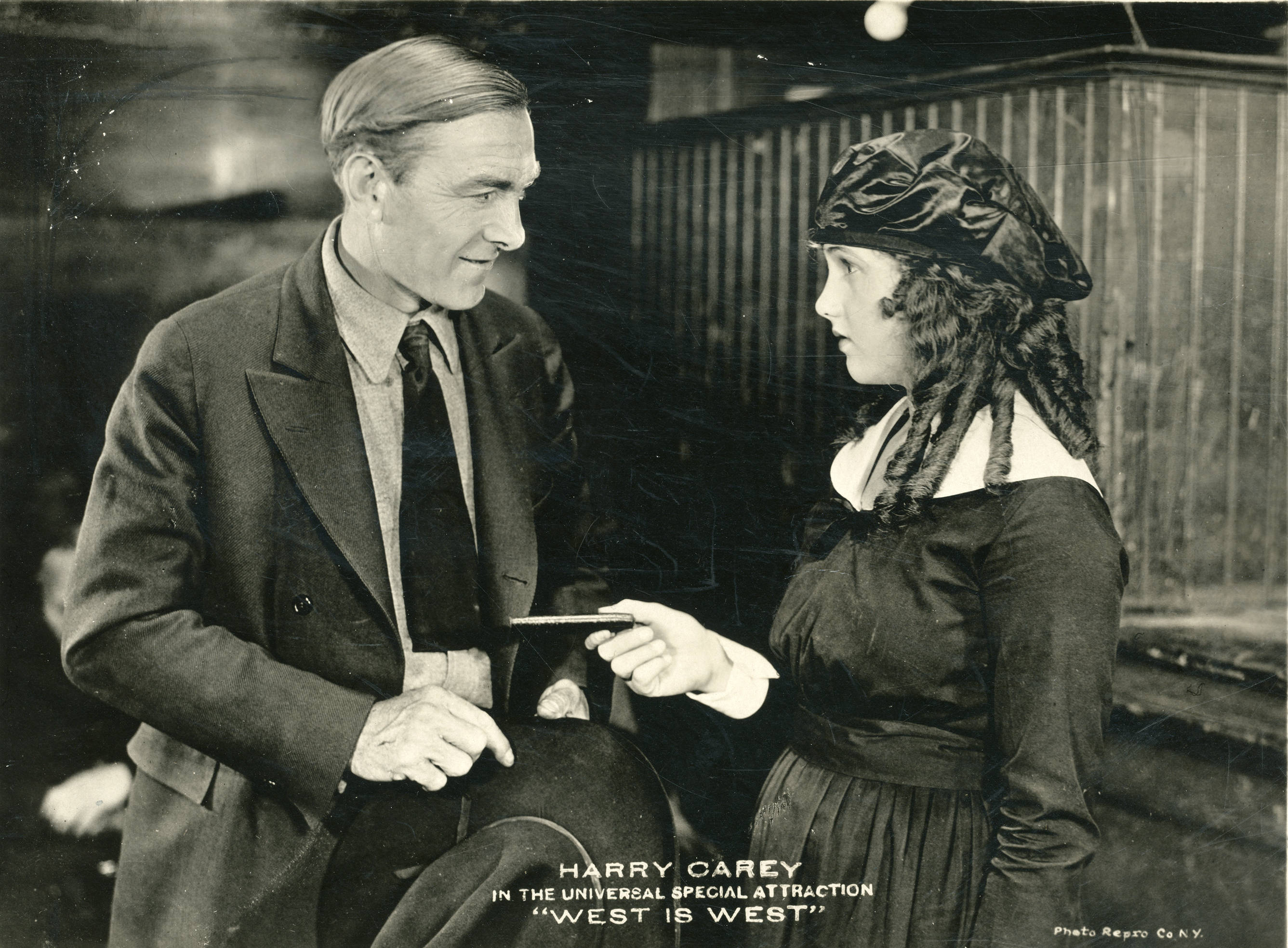

Trovandosi senza soldi, Dick Rainboldt accetta da un'agenzia un lavoro a San Clemente, in una miniera. Durante il viaggio incontra Katie Wigfall, una bella ragazza da cui si sente subito attratto. Quando arriva alla miniera Torpedo, Dick scopre che il suo lavoro consiste nel fare il crumiro. Accetta comunque di continuare il lavoro anche se non è d'accordo con i suoi obiettivi. Scopre presto che il proprietario è ingannato dal suo manager e sovrintendente e decide di mettere a posto le cose. Dopo aver accettato i soldi dai cospiratori per far saltare il tunnel della miniera, Dick usa l'incidente per smascherare i cospiratori, conquistando così il controllo della situazione e l'amore di Katie.

## Produzione
Il film fu prodotto dalla Universal Film Manufacturing Company.

## Distribuzione
Il copyright del film, richiesto dalla Universal Film Mfg. Co., Inc., fu registrato il 12 novembre 1920 con il numero LP15800.

Distribuito dalla Universal Film Manufacturing Company, il film uscì nelle sale cinematografiche statunitensi il 22 novembre 1920.

### Conservazione
Non si conoscono copie ancora esistenti della pellicola che viene considerata presumibilmente perduta.